# Staf Nees
Gustaaf (Staf) Nees (Mechelen, 2 december 1901 – aldaar, 25 januari 1965) was een Belgische beiaardier, componist en organist.

## Biografie
Op jonge leeftijd (12 jaar) wist Nees het al; hij moest organist worden. Jef Denyn vond hem echter te jong om een muziekopleiding te beginnen. Na een periode aan het humaniora van het Sint-Romboutscollege in Mechelen, liet hij zich echter toch inschrijven bij het Mechels Conservatorium, niet voor orgellessen, maar les op de hoorn; hij behaalde er in 1915-1916 een onderscheiding voor. In 1916 stapte hij over naar het Lemmensinstituut en daar kreeg hij de docenten Jules Van Nuffel, Mortelmans en Oscar Depuydt. Wanneer hij in 1919 het zangersdiploma haalt. In 1919 komt Denyn (deze was tijdens de Eerste Wereldoorlog uitgeweken naar Engeland) daarbij en lessen op het beiaard volgden. Hij reeg prijzen aaneen: laureaat (1920), prijs van uitmuntendheid (1921) en Prijs Lemmens-Tinel (1922). In 1922 werd hij ook dirigent van de Koninklijke Kunstkring Edgard Tinel, werd organist van de Onze-Lieve-Vrouw van Hanswijk in Mechelen en behaalde zijn onderwijzersdiploma voor muzieklessen. Hij was daarvoor al enige tijd werkzaam als organist van de Sint-Katelijnekerk aldaar
Hij ging lesgeven aan de beiaardschool, opgericht door zijn leermeester. Het jaar daarop was hij lid van de beheerraad van dat instituut. In 1924 behaalde hij zijn einddiploma aan dat instituut, vlak daarna gevolgd door het professorschap aan het Lemmensinstituut.
In 1932 volgde hij zijn leraar voor beiaard, Jef Denyn, op als stadsbeiaardier te Mechelen en in 1944 als directeur van de Beiaardschool (Denyn overleed in 1941). Onder zijn directeurschap verwierf de beiaardschool het predicaat Koninklijk en verkreeg ze de oefenbeiaard in het torentje van Hof van Busleyden. Samen met Jef van Hoof, docent compositie, leidde hij een hele generatie nieuwe beiaardiers op. Een minpunt daarbij was wel dat vrouwelijke organisten geen kans bij hem kregen; ze werden geweerd. Daarnaast ontplooide hij een intense muzikale activiteit als organist, koordirigent, componist en leraar aan het Lemmensinstituut. Hij maakte concertreizen in verscheidene Europese landen, de Verenigde Staten en Canada.
Het oratorium "Het bronzen hart" van Gaston Feremans, dat een lofzang is op de Sint-Romboutstoren en zijn beiaard, is aan Staf Nees opgedragen. Staf Nees is de vader van componist en koordirigent Vic Nees. Beveren kent een Gustaaf Neesstraat.

## Composities
Zijn composities omvatten, naast werken voor beiaard, orgel en piano, liederen, missen, cantates en oratoria (Simon Petrus, 1935; Maria-oratorium, 1938).

### Missen, oratoria, cantates en andere kerkmuziek
- 1925 Het kerstwonder, cantate
- 1926 Jubelcantate
- 1927 Magnificat
- 1931 Missa in honorem SS Cordis Jesu
- 1932 Ad Laudes vespertinas, Motetta Quatuor voor twee stemmen en orgel
- 1935 Simon Petrus, oratorium
- 1938 Maria-oratorium
- 1938 Te Deum
- 1947 Beiaardcantate
- 1948 Missa in honorem Sancti Rumoldi
- 1955 O salutaris, voor twee stemmen en orgel
- 1960 Missa Te Deum

### Muziektheater
- 1926 Sint-Romboutsspel
- 1941 De dansen van Onze-Lieve-Vrouw
- 1952 Heilige Dornspel

### Voor Beiaard
- 1922 Mars
- 1923 Drie Pedaaloefeningen
- 1923 Preludium in D
- 1923 Toccata naar Alphonse Mailly
- 1924 Rhytmendans
- 1925 Suite voor beiaard
- 1926 Improvisatie
- 1927 Thema met variaties
- 1929 Variaties op "'t Ros Beyaert doet zijn ronde"
- 1929 Fugetta over "Merck toch hoe sterck"
- 1932 Intermezzo
- 1933 Fantasia I
- 1933 Menuet en Trio
- 1933 Rondo in oude trant
- 1933 Studie in d
- 1934 Andante in C
- 1935 Inleiding, Lied en Fuga "Gekwetst ben ik van binnen"
- 1937 Toccata, Lied en Fuga op "Daar staat een klooster in Oostenrijk"
- 1941 Klacht en troost over Jef Denyn
- 1944 Preludium I in C
- 1945 Fantasia II
- 1949 Fantasia op oud-Nederlandse kerstliederen
- 1949 Preludium II in C
- 1950 Klokkendansje
- 1951 Preludium in g
- 1951 Fantasia (postludium) over "O Denneboom"
- 1954 Weemoed (klacht)
- 1955 Preludium super Te Deum
- 1956 Feestklokken
- 1961 Serenade op de naam "Fabiola"
- 1962 Aubade in a
- 1964 Elegie in c
- 1964 Parafrase over een eigen St.Jozefslied